# Сан-Роке (водохранилище)
Сан-Роке (исп. Embalse San Roque) — водохранилище в Аргентине, расположено на территории департамента Пунилья провинции Кордова на расстоянии 35 км от столицы провинции.
Лежит между горами Сьеррас-Грандес и Сьеррас-Чикас, сложенными метаморфическими породами. Площадь водного зеркала — 15,01 км². Высота над уровнем моря — 637 м. Объём — 201 млн м³. Наибольшая глубина достигает 29,5 м. Средняя глубина равна 6,43 м (по другим данным — 13,4 м). Размеры водоёма — 8,4 на 1,47 км, длина береговой линии — 30,72 км. Площадь водосбора — 1750 км².
Водохранилище образовано плотиной, имеющей высоту 51,3 и длину 145 м. Первая плотина на этом месте была спроектирована в 1884 году инженерами Думенснилем и Кассаффустом. Затем, в 1930 году, Баллестер и Вольпи предложили построить водохранилище большей вместимости. Плотина была построена в 1939—1944 годах. Сан-Роке является основным источником водоснабжения Кордовы.
Наибольшее количество осадков в окрестностях Сан-Роке приходится на период с октября по март (среднее значение — 620 мм). Наименьшее — с апреля по сентябрь (80 мм).
В водохранилище впадают реки Коскин (расход воды — 5,5 м³/с), Сан-Антонио (3,5 м³/с) и ручьи Лас-Мохаррас (0,3 м³/с) и Лос-Чоррильос (0,3 м³/с). Вытекает река Рио-Примеро.
В Сан-Роке обитают цианобактерии родов Microcystis, Anabaena, Merismopedia, Chrooccocus, Phormidium, Pseudoanabaena, Oscillatoria, диатомовые водоросли Ceratium hirundinella и Ceratium furcoides. Зафиксировано 19 видов зоопланктона: 10 видов коловраток, 7 видов ветвистоусых и 2 вида веслоногих ракообразных. Доминирующий вид рыб — Odontesthes bonariensis. Обитает популяция нутрии. Из птиц отмечены каролинская поганка, магелланова поганка, белокрылая лысуха, обыкновенная кваква, белая большая цапля, белая американская цапля, ходулочник, Chroicocephalus maculipennis.